# Marin Glacier
Marin Glacier är en glaciär i Antarktis. Den ligger i Östantarktis. Nya Zeeland gör anspråk på området. Marin Glacier ligger 63 meter över havet.
Terrängen runt Marin Glacier är platt. Havet är nära Marin Glacier åt sydost. Trakten är obefolkad. Det finns inga samhällen i närheten.